# 4′33″
4′33″ (4 minuty 33 sekundy, ang. Four minutes, thirty-three seconds) – trzyczęściowy utwór muzyczny awangardowego kompozytora Johna Cage’a na dowolny instrument, skomponowany wyłącznie z samych pauz, zwanych tacetami, które oznaczają, że żadne instrumenty ani głosy nie biorą udziału w wykonaniu. Przez cały czas trwania utworu nie zostaje zagrany ani jeden dźwięk ze strony wykonawcy. Utwór ten często opisywany jest jako „cztery i pół minuty ciszy”, co odpowiada przybliżonemu czasowi trwania kompozycji, tj. 4 minutom i 33 sekundom.
Premiera w wykonaniu na fortepian odbyła się 29 sierpnia 1952 roku w Woodstock w stanie Nowy Jork. Wykonawcą był David Tudor. Utwór może być wykonywany na dowolnym instrumencie – i często, zwłaszcza w Stanach Zjednoczonych, wykonują go orkiestry.
Cage w 4′33″ odkrył ciszę dla świata muzyki, co zostało ocenione jako rewolucja estetyczna o epokowym znaczeniu.